# 殺人魚獣 ヘビッシュ
『殺人魚獣 ヘビッシュ』（SNAKEHEAD SWAMP）は、2014年に公開されたパニック映画。

## あらすじ
ルイジアナ州の田舎町で、遺伝子操作された雷魚の卵が運送中のトラック内で孵化し、運転手を食い殺す事件が発生した。
雷魚達はトラックが衝突した近くの沼へと逃げ出し、あっという間に巨大化してしまう。
友人達と沼地へバカンスに出掛けたアシュリーとクリスは、遭遇したハンターのチップマンクから巨大な殺人魚の存在を知らされる。
慌てて沼から去ろうとするアシュリー達だったが、逃げる間もなく仲間の一人が殺人魚に襲われてしまい……。

## キャスト
| 役名                                               | 俳優                             | 日本語吹替                                                               |
| -------------------------------------------------- | -------------------------------- | ------------------------------------------------------------------------ |
| アシュリー                                         | エイラ・ケル                     | 小松未可子                                                               |
| クリス                                             | デイブ・デイビス                 | 玉木雅士                                                                 |
| カーリー（クリスの母、ブラックブライア公園取締官） | テリー・ガーバー                 | 本田貴子                                                                 |
| ジム（クリスの父）                                 | アンソニー・マーブル             | 後藤ヒロキ                                                               |
| ウィリアム・ブードロー                             | アントニオ・ファーガス           | 渡邉隼人                                                                 |
| イアン（アシュリーの彼氏）                         | ローズ・ブリッツ                 | 小松史法                                                                 |
| サム（アシュリーの友人）                           | メリッサ・コルデロ               | 平井祥恵                                                                 |
| ケリー・ポンター（アシュリーの友人）               | スローン・コー                   | 伊藤葉純                                                                 |
| チップマンク（ハンター）                           | トーマス・フランシス・マーフィー | 多田野曜平                                                               |
| ブルータス（ハンター）                             | ジミー・リー・ジュニア           | 桂一雅                                                                   |
| ジェサップ（地元の釣り人）                         | ダニー・コスモ                   | 越後屋いんちき（越後屋コースケ）                                         |
| マージ（カーリーの部下）                           | ピーチズ・デイヴィス             | 野崎紘夢                                                                 |
| マット（カーリーの部下）                           | イザイア・ラボード               |                                                                          |
| サイモン（ルイジアナ州警察官）                     | ハン・ソト                       | 小泉隼人                                                                 |
| その他                                             |                                  | 桂一雅、後藤ヒロキ、小泉隼人、越後屋いんちき（越後屋コースケ）、野崎紘夢 |

- 日本語吹替（ビデオグラム版、2016年6月13日のテレビ東京『午後のロードショー』で放送）

演出：多部博之、翻訳：砺波紀子、調整：黒崎裕樹、制作：グロービジョン